# Manettia leucantha
Manettia leucantha är en måreväxtart som beskrevs av Kurt Krause. Manettia leucantha ingår i släktet Manettia och familjen måreväxter.
Artens utbredningsområde är Colombia. Inga underarter finns listade i Catalogue of Life.